# Casa Azcárraga

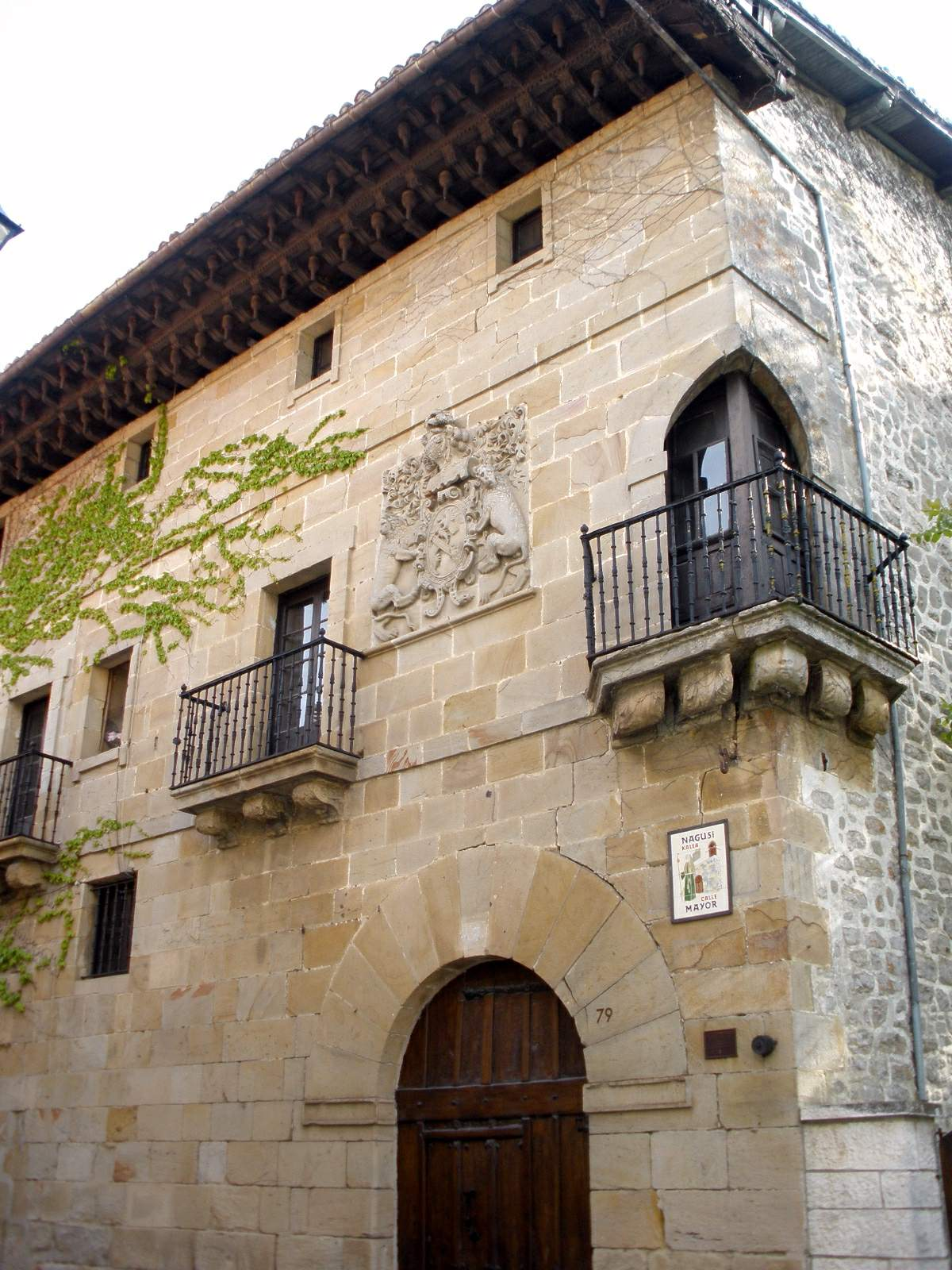
Casa Azcárraga, en Salvatierra de Álava

La casa Azcárraga se sitúa en el extremo norte de la sucesión de manzanas que se conforman entre las calles Mayor y Zapatari del casco histórico de Salvatierra (Álava, España), La parcela sobre la que se asienta el edificio es de forma irregular, ocupando la práctica totalidad de la mitad Norte de la manzana y extendiéndose hacia el sur por el lado que se orienta hacia la calle Zapatari. En el extremo Noroeste, situado a escasa distancia de la casa Azcárraga, existe un edificio de viviendas ajeno a esta propiedad que condiciona fuertemente la visualización de la misma.
La configuración de la casa Azcárraga denota su condición de edificio exento y la existencia, por tanto, de superficie no edificada en todo su derredor desde la época de su construcción. Esta circunstancia la caracteriza con respecto al resto de los edificios del casco histórico. La actual delimitación de la parcela en que se ubica el edificio, no obstante, no responde a los terrenos originalmente dependientes del edificio. 

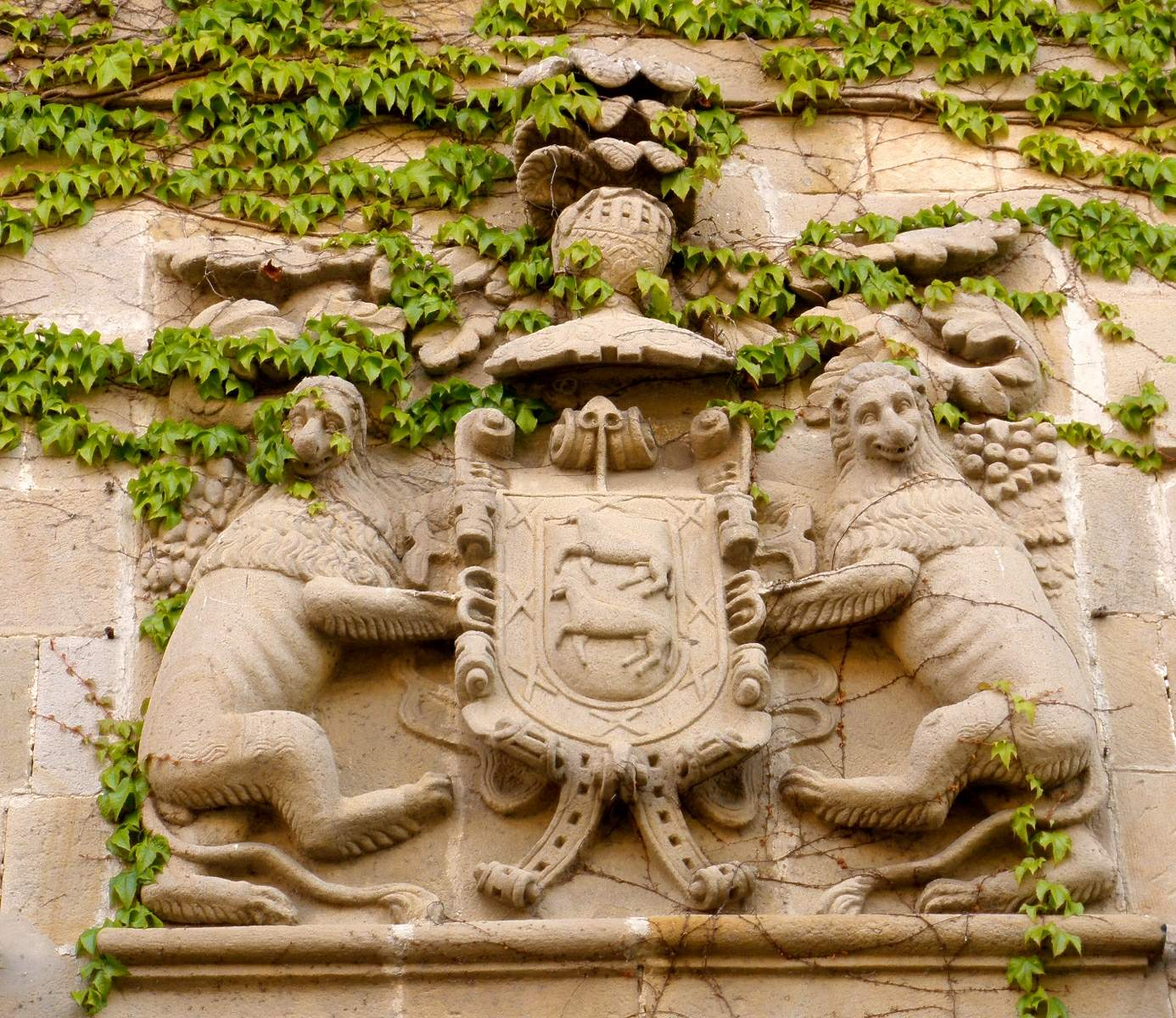
Casa Azcárraga, escudo de los Eulate

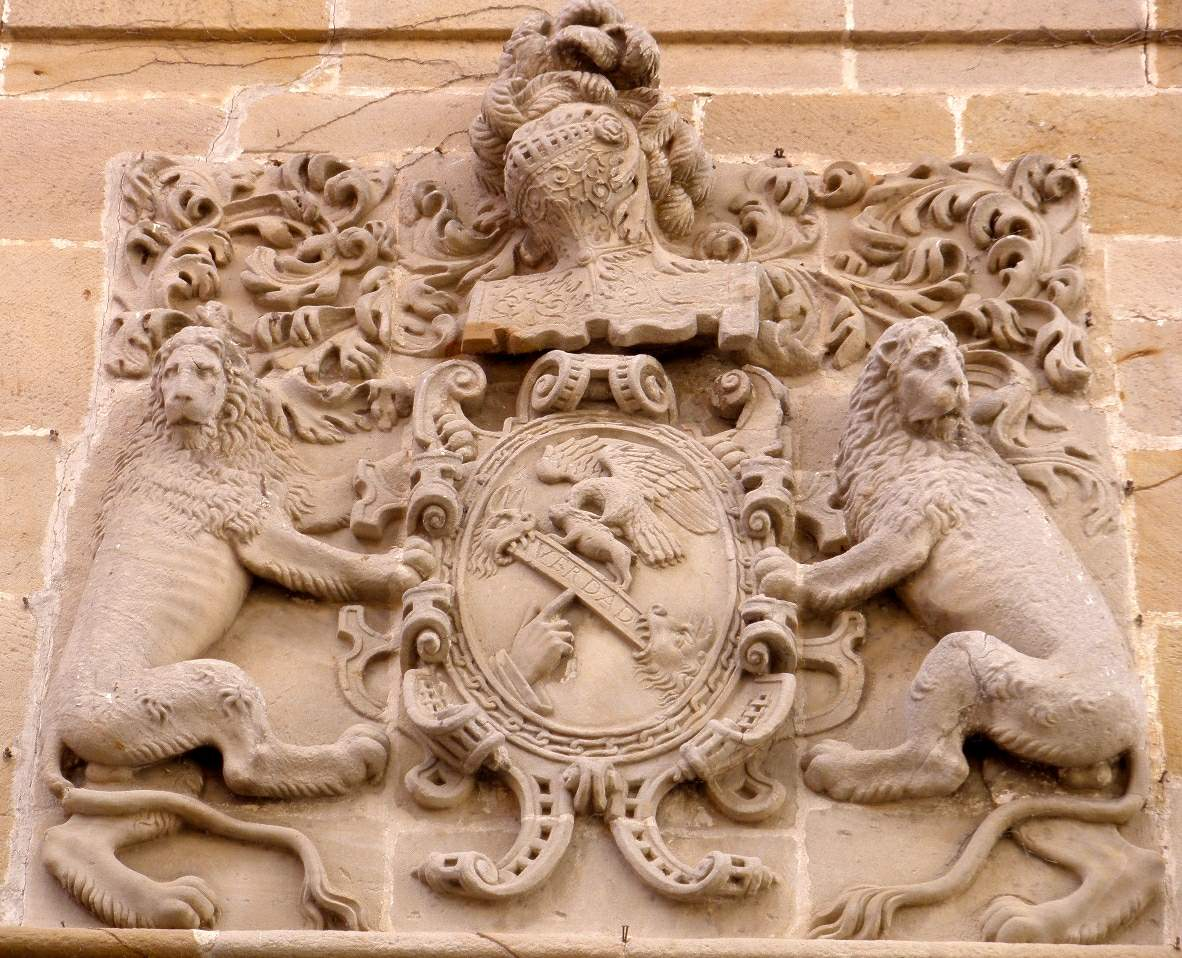
Casa Azcárraga, escudo de los García de Zuazo

Las áreas de más antigua vinculación con el edificio parecen ser el aterrazamiento hacia el Oeste, que parece coincidir con lo que en épocas remotas fuera un caño, y el jardín que ocupa antiguos lotes de la calle Mayor. La anexión del resto los terrenos ha sido consecuencia de adquisiciones posteriores de los lotes de edificación contiguos por parte de los propietarios del inmueble en cuestión.
El edificio se encuentra dividido en su interior en dos partes por una pared perpendicular a su fachada principal lo que, unido a la diferente resolución estructural de ambas zonas, evidencia su contrastada construcción en dos diferentes etapas en los siglos XVI-XVII. 
El volumen exterior es compacto, de planta sensiblemente cuadrada, cuatro niveles (planta baja, dos plantas y camarote) y con cubierta a dos aguas con caballete paralelo a la fachada principal. Los muros exteriores son de sillería en la fachada a la calle Mayor y mampostería con encuadres de vanos y esquineros de sillería en el resto de las fachadas. Hacia el Sur y Oeste los cierres de la última planta son de ladrillo cara vista. Estructuralmente el edificio utiliza como elementos portantes tanto los muros perimetrales como la pared transversal anteriormente aludida, complementados con vigas y pilares de pórticos intermedios y estructura de cubierta en madera.
La fachada a la calle Mayor cabe ser conceptuada como la principal tanto por ser la única realizada en su totalidad con piedra labrada como por las características del alero, con doble hilera de canes tallados y elementos ornamentales en forma de botellas invertidas colgando en los entrepaños de la tabla. Compositivamente el alzado está dividido en horizontal por impostas situadas a la altura de los forjados de las plantas segunda y bajo cubierta. En los dos primeros niveles domina claramente el macizo sobre el hueco observándose, tan sólo, el acceso principal, a través de una puerta con arco de medio punto de grandes dovelas, y una pequeña ventana en la primera planta. 
La segunda planta presenta cuatro huecos con balcones pétreos en cuyos entrepaños se sitúan dos escudos de armas y una pequeña ventana centrada sobre el conjunto de la fachada. Uno de estos huecos, situado en esquina, junto al desplazamiento de la puerta principal confieren al alzado una sensible direccionalidad hacia el espacio libre existente entre el edificio y la iglesia de Santa María. En la planta bajo cubierta aparecen cuatro huecos rectangulares ordenados bajo el potente alero.
La fachada Sur tiene a la altura de la primera planta una salida hacia el jardín y un conjunto de cinco arcos de medio punto a modo de logia en la planta superior. Por lo demás, al igual que en la fachada Oeste, presenta huecos ordenados con el tercio superior del cerramiento realizado en ladrillo visto. La fachada lateral Norte, realizada totalmente en mampostería y con gran predominio del macizo, es la más modesta y propicia iluminación y ventilación a los espacios de servicio y comunicación interna del edificio.